# Night Time, My Time
„Night Time, My Time” este albumul de debut al cantautoarei Americane Sky Ferreira, lansat pe data de 29 octombrie 2013 de către casa de discuri Capitol Records.
Albumul a fost programat pentru o lansare mai întâi în 2011, după single-urile „17”, „One” și „Obsession”. Cu toate acestea, au devenit eșecuri comerciale și a provocat casa ei de discuri să amâne efortul repetat. Ca urmare, au avut loc mai multe sesiuni de înregistrare pentru album; dintre care unele au fost față de cele două EP-uri As If! (2011) și Ghost (2012).

## Lista pieselor
| Night Time, My Time – Versiunea standard |                                   |                                                       |                        |         |  |
| Nr.                                      | Titlu                             | Autor(i)                                              | Producător(i)          | Lungime |  |
| 1.                                       | „Boys”                            | Sky Ferreira Ariel Rechtshaid Justin Louis Raisen     | Rechtshaid J.L. Raisen | 4:40    |  |
| 2.                                       | „Ain't Your Right”                | Ferreira Rechtshaid J.L. Raisen Jordan Benik          | Rechtshaid J.L. Raisen | 3:22    |  |
| 3.                                       | „24 Hours”                        | Ferreira Rechtshaid J.L. Raisen                       | Rechtshaid J.L. Raisen | 4:05    |  |
| 4.                                       | „Nobody Asked Me (If I Was Okay)” | Ferreira Rechtshaid J.L. Raisen Jeremiah James Raisen | Rechtshaid J.L. Raisen | 4:07    |  |
| 5.                                       | „I Blame Myself”                  | Ferreira Rechtshaid J.L. Raisen Daniel Nigro Benik    | Rechtshaid J.L. Raisen | 3:57    |  |
| 6.                                       | „Omanko”                          | Ferreira Rechtshaid J.L. Raisen                       | Rechtshaid J.L. Raisen | 4:36    |  |
| 7.                                       | „You're Not the One”              | Ferreira Rechtshaid J.L. Raisen Nigro                 | Rechtshaid J.L. Raisen | 3:56    |  |
| 8.                                       | „Heavy Metal Heart”               | Ferreira Rechtshaid J.L. Raisen                       | Rechtshaid J.L. Raisen | 4:16    |  |
| 9.                                       | „Kristine”                        | Ferreira Rechtshaid Ashlee Gardner J.L. Raisen        | Rechtshaid J.L. Raisen | 2:40    |  |
| 10.                                      | „I Will”                          | Ferreira Rechtshaid J.L. Raisen Nigro                 | Rechtshaid J.L. Raisen | 3:19    |  |
| 11.                                      | „Love in Stereo”                  | Ferreira Rechtshaid J.L. Raisen Nigro J.J. Raisen     | Rechtshaid J.L. Raisen | 3:19    |  |
| 12.                                      | „Night Time, My Time”             | Ferreira J.L. Raisen                                  | Rechtshaid J.L. Raisen | 3:50    |  |
| Lungime totală:                          | Lungime totală:                   | Lungime totală:                                       | Lungime totală:        | 46:07   |  |

## Istoricul lansărilor
| Țară                       | Dată              | Format                                           | Casă de discuri | Ref.   |
| -------------------------- | ----------------- | ------------------------------------------------ | --------------- | ------ |
| Canada                     | 29 octombrie 2013 | - Descărcare digitală - (iTunes Store exclusive) | Capitol         | [ 12 ] |
| Mexic                      | 29 octombrie 2013 | - Descărcare digitală - (iTunes Store exclusive) | Capitol         | [ 13 ] |
| Statele Unite ale Americii | 29 octombrie 2013 | - Descărcare digitală - (iTunes Store exclusive) | Capitol         | [ 14 ] |
| Canada                     | 5 noiembrie 2013  | CD descărcare digitală                           | Capitol         | [ 15 ] |
| Statele Unite ale Americii | 5 noiembrie 2013  | CD descărcare digitală                           | Capitol         | [ 16 ] |
| Australia                  | 31 ianuarie 2014  | CD descărcare digitală                           | Polydor         | [ 17 ] |
| Noua Zeelandă              | 31 ianuarie 2014  | CD descărcare digitală                           | Polydor         | [ 18 ] |
| Franța                     | 17 martie 2014    | CD descărcare digitală                           | Polydor         | [ 19 ] |
| Regatul Unit               | 17 martie 2014    | CD descărcare digitală                           | Polydor         | [ 20 ] |
| Brazilia                   | 17 martie 2014    | CD descărcare digitală                           | Polydor         | [ 21 ] |
| Irlanda                    | 17 martie 2014    | CD descărcare digitală                           | Capitol         | [ 22 ] |